# Mézières-en-Drouais
Mézières-en-Drouais ist eine französische Gemeinde mit 1.057 Einwohnern (Stand: 1. Januar 2022) im Département Eure-et-Loir in der Region Centre-Val de Loire; sie gehört zum Arrondissement Dreux und zum Kanton Dreux-2.

## Geographie
Mézières-en-Drouais liegt etwa 31 Kilometer nordnordwestlich von Chartres und etwa 69 Kilometer westsüdwestlich von Paris. Der Fluss Eure begrenzt die Gemeinde im Westen. Umgeben wird Mézières-en-Drouais von den Nachbargemeinden Sainte-Gemme-Moronval im Norden und Nordwesten, Germainville im Norden und Nordosten, La Chapelle-Forainvilliers im Osten, Ouerre im Südosten, Charpont und Écluzelles im Süden sowie Luray im Südwesten.

## Bevölkerungsentwicklung
| 1962                       | 1968 | 1975 | 1982 | 1990 | 1999 | 2006 | 2018 |
| -------------------------- | ---- | ---- | ---- | ---- | ---- | ---- | ---- |
| 654                        | 676  | 681  | 786  | 1018 | 1059 | 1058 | 1067 |
| Quellen: Cassini und INSEE |      |      |      |      |      |      |      |

## Sehenswürdigkeiten
- Kirche Saint-Martin, seit 2013 Monument historique

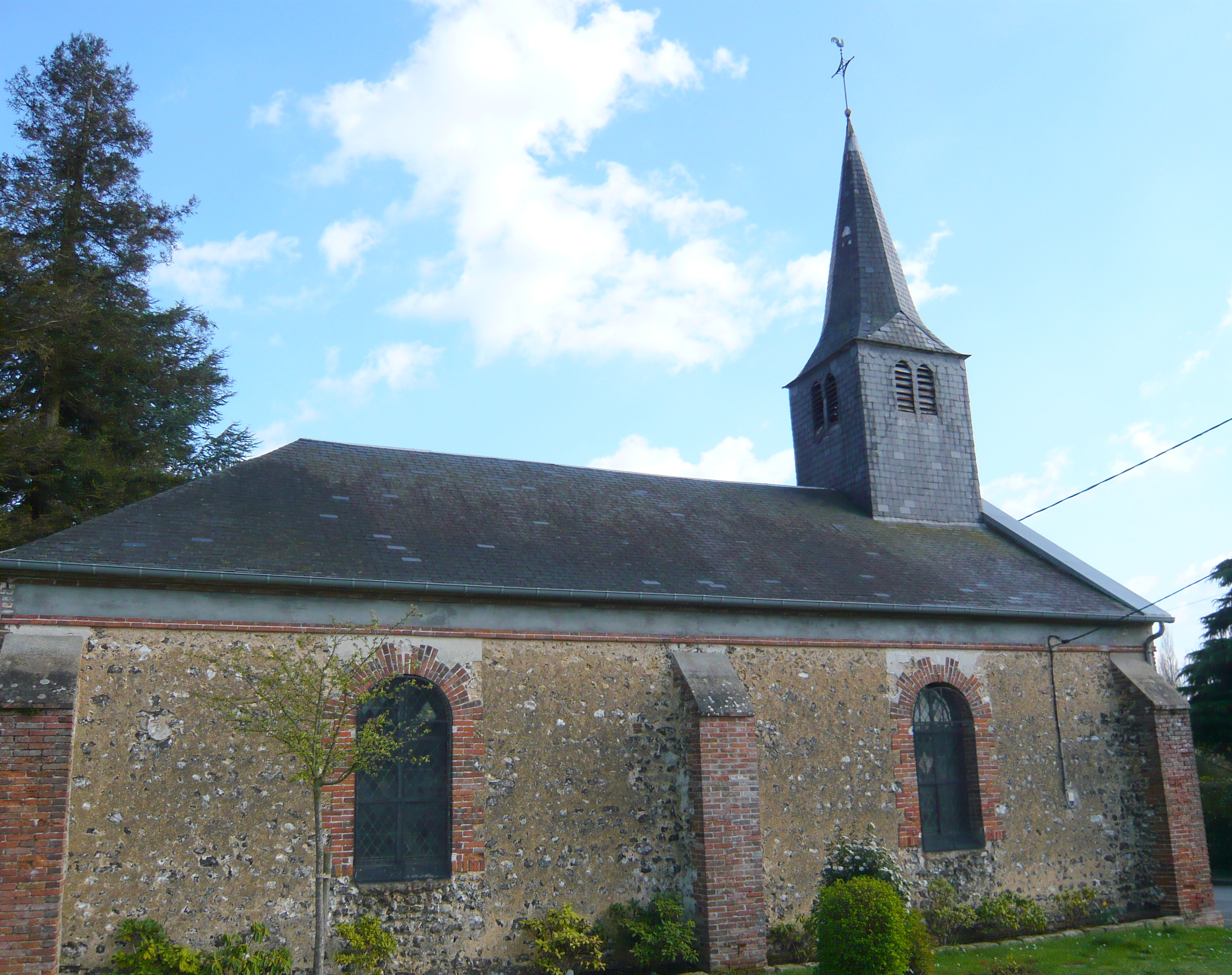
Protestantische Kirche

- Protestantische Kirche

## Persönlichkeiten
- Eliska Vincent (1841–1914), Feministin